# مارتن كلابروت
مارتن هاينرش كلابروت (بالألمانية: Martin Heinrich Klaproth) هو كيميائي ألماني عاش بين 1743-1817.
اكتشف كلابروت عنصر اليورانيوم في 1789م .